# Осиково (Смолянська область)
Оси́ково (болг. Осиково) — село в Смолянській області Болгарії. Входить до складу общини Девин.

## Населення
За даними перепису населення 2011 року у селі проживали 338 осіб, з них 309 осіб (99,4%) — болгари.
Розподіл населення за віком у 2011 році:
Динаміка населення: